# Daniel Way
Pour les articles homonymes, voir Way.
 (janvier 2019).
Si vous disposez d'ouvrages ou d'articles de référence ou si vous connaissez des sites web de qualité traitant du thème abordé ici, merci de compléter l'article en donnant les références utiles à sa vérifiabilité et en les liant à la section « Notes et références ».
Daniel Way (né le 27 décembre 1974) est un scénariste de comics américain.

## Biographie
Daniel Way est issu du circuit indépendant et lauréat du prix Xérix (une fondation qui aide les scénaristes à s’auto-publier) pour son comic Violent Lifestyle[réf. nécessaire].
En 2003, quand Joe Quesada veut faire son 100 Bullets, il produit Gun Theory chez Marvel Comics/Epic. La mini-série, pourtant limitée à 4 épisodes, écrite par Daniel Way et dessinée par Jon Proctor, ne dépasse pas les deux premiers. Elle est annulée.
Il rebondit, toujours avec Alex Alonso et Quesada, mais cette fois-ci dans la collection Max de Marvel (label pour adultes : sexe et sang). On lui propose le relaunch d’un personnage très secondaire dont les droits cinématographiques viennent d’être vendus à Artisan Films : Deathlok, le cyborg de l’univers Marvel.
Way y travaille avec Darick Robertson. Des visuels sont effectués, Way rend une version de son script (Deathlock : Détour) ; alors Marvel stoppe le projet. Annoncée pour 2003, puis reportée à 2004, cette mini disparaît totalement. Robertson finit par partir avec Garth Ennis réaliser la mini sur Nick Fury.
Quesada lui propose un autre titre dans la collection Max : celui d’Ant-Man. Présente dans les sollicitations Marvel, la série est annulée avant que le premier numéro ne sorte.
Cette annulation suit l’interview donnée par Way, où le scénariste dénigre le système et avoue ne pas réellement connaître les personnages sur lesquels il travaille. Il ne reste de cette série que les 4 couvertures réalisées par Clayton Crain (qui devait s'occuper des dessins intérieurs).
Way a également travaillé chez Marvel Comics sur Venom, série lancée en 2003 sous le label Tsunami, mais la série, à l'intrigue assez confuse, s'arrête au #18 en novembre 2004.
Il aussi scénarisé les mini-séries Bullseye : Greatests Hits, Sabretooth, Nighthawk (pour les spin-off de Supreme Power) ainsi que quelques épisodes de Wolverine sur lequel il est de retour en 2005 pour l'arc House of M. Il a été annoncé comme scénariste attitré à partir du #36. Il prend la relève de Peter David sur The Incredible Hulk & Planet Hulk.
Il fait partie des « 10 Terrific », un groupe de scénaristes mis en avant par Marvel en 2005[réf. nécessaire].

## Publications
(les titres suivis d'un * ont été traduits en français, même partiellement)
- Agent X #12 (Marvel, 2003)
- Bullseye: Greatest Hits #1-5 (Marvel, 2004-2005)
- Gun Theory #1 (Marvel/Epic, 2003)
- Dents de sabre (Sabretooth) vol.3 1-4 (Marvel, 2004-2005)
- Spider-Man's Tangled Web #16-17 (Marvel, 2002)
- Venom 1-18 (Marvel, 2003-2004) *
- Wolverine #187-189 (Marvel, 2003)
- Starr the Killer (Marvel Max Comics, 2009) *
- Deadpool #19-22 (Marvel, 2010) *